# Kołodziąż-Rybie
Kołodziąż-Rybie (prononciation : [kɔˈwɔd͡ʑɔ̃ʂ ˈrɨbjɛ]) est un village polonais situé dans la gmina de Sadowne dans le powiat de Węgrów et en voïvodie de Mazovie dans le centre-est de la Pologne.

## Histoire
De 1975 à 1998, le village appartenait administrativement à la voïvodie de Siedlce.